# Baba O'Riley
Baba O'Riley (dikwijls ten onrechte aangeduid als Teenage Wasteland) is een Engelstalig nummer van The Who. Het is in 1971 opgenomen in de Olympic Studios in Londen en is daarna verschenen op het album Who's Next.

## Meher Baba
Meher Baba is een Indiase geestelijke van Iraanse afkomst die tegen zijn volgelingen zei dat hij de avatara, een incarnatie van God zou zijn. Hoewel hij vanaf 1925 tot zijn dood in 1969 geen woord zei, is zijn 'leer' toch over de hele wereld verspreid geraakt. Pete Townshend, de schrijver van The Who, was zo gefascineerd door de filosofie van de man, dat hij hem betrok in een van zijn nummers. Hij was namelijk van plan een willekeurig iemand uit het publiek te kiezen en zijn gegevens in een synthesizer te verwerken. Het werd Meher Baba, van wie hij de biologische gegevens invoerde. In de achtergrondmuziek van het nummer 'leeft' Meher Baba dus eigenlijk nog voort.

## Terry Riley
Terry Riley is een Amerikaanse componist die Pete Townshend met een van zijn nummers (A Rainbow in Curved Air, 1969) geïnspireerd heeft. Doordat Townshend aan het experimenteren was met de relatief nieuwe combinatie tussen hardrock en de synthesizer, hoor je op dit nummer de synthesizermuziek (met de gegevens van Meher Baba) en de hardrock (de F-C-Bb akkoorden van Terry Riley). Omdat beide personen zo'n grote invloed hadden gehad op dit nummer (ook op Won't Get Fooled Again), was de keuze voor een naam niet moeilijk: (Meher) Baba O'(Terry) Riley.

## Baba O'Riley
Baba O'Riley is dus een erg vernieuwend nummer, zowel voor The Who als voor de rest van de rockmuziek. Voor The Who is het min of meer een einde van de invloed van de 'softrock' op hen. Vanaf dit moment maakten ze alleen nog maar hardrock. Keith Moon, de drummer van The Who, stelde voor om aan het einde van het nummer de muziek over te laten lopen in een soort polka-beat. Aangezien hij weleens met East of Eden heeft meegespeeld, vroeg hij Dave Arbus om viool te spelen. Tijdens optredens is het niet echt makkelijk om een geluidsband mee te nemen met de vioolmuziek erop (Daltrey: "Je kunt er nooit van losbreken"), dus verving Daltrey de vioolsolo live door een solo op de mondharmonica.

## Hitnotering

### Nederlandse Top 40
| Baba O'Riley in de Nederlandse Top 40 - binnen 23 oktober 1971 | Baba O'Riley in de Nederlandse Top 40 - binnen 23 oktober 1971 | Baba O'Riley in de Nederlandse Top 40 - binnen 23 oktober 1971 | Baba O'Riley in de Nederlandse Top 40 - binnen 23 oktober 1971 | Baba O'Riley in de Nederlandse Top 40 - binnen 23 oktober 1971 | Baba O'Riley in de Nederlandse Top 40 - binnen 23 oktober 1971 | Baba O'Riley in de Nederlandse Top 40 - binnen 23 oktober 1971 | Baba O'Riley in de Nederlandse Top 40 - binnen 23 oktober 1971 | Baba O'Riley in de Nederlandse Top 40 - binnen 23 oktober 1971 |
| Week                                                           | 01                                                             | 02                                                             | 03                                                             | 04                                                             | 05                                                             | 06                                                             | 07                                                             | 08                                                             |
| -------------------------------------------------------------- | -------------------------------------------------------------- | -------------------------------------------------------------- | -------------------------------------------------------------- | -------------------------------------------------------------- | -------------------------------------------------------------- | -------------------------------------------------------------- | -------------------------------------------------------------- | -------------------------------------------------------------- |
| Nummer                                                         | 40                                                             | 23                                                             | 15                                                             | 13                                                             | 19                                                             | 37                                                             | 40                                                             | Uit                                                            |

### NPO Radio 2 Top 2000
| Nummer met noteringen in de NPO Radio 2 Top 2000 | '00 | '01-'04 | '05 | '06 | '07 | '08 | '09 | '10 | '11 | '12 | '13 | '14 | '15 | '16 | '17 | '18 | '19 | '20 | '21 | '22 | '23 | '24 |
| ------------------------------------------------ | --- | ------- | --- | --- | --- | --- | --- | --- | --- | --- | --- | --- | --- | --- | --- | --- | --- | --- | --- | --- | --- | --- |
| Baba O'Riley                                     | 401 | -       | 393 | 288 | 273 | 516 | 148 | 167 | 178 | 137 | 141 | 186 | 170 | 219 | 256 | 377 | 294 | 358 | 383 | 375 | 404 | 391 |

1. ↑  Een '-' betekent dat het nummer niet was genoteerd en een vetgedrukt getal geeft de hoogste notering aan.
2. ↑  2000 was het eerste jaar met een notering voor dit nummer.

## Varia
- In de lijst van Rolling Stone van "The 500 Greatest Songs of All Time" stond dit nummer op 340.[1]
- The Grateful Dead heeft een cover gespeeld die erg lijkt op het origineel.
- Het nummer staat in de Rock and Roll Hall of Fame als een van de songs die de rock-'n-roll totaal veranderd hebben.